# Decha Sa-ardchom
Decha Sa-ardchom (thailändisch เดชา สอาดโฉม; * 13. August 1986 in Chaiyaphum) ist ein thailändischer Fußballspieler.

## Karriere
Das Fußballspielen lernte Decha Sa-ardchom in der Jugendmannschaft des Erstligisten Army United in Bangkok. Hier unterschrieb er 2010 auch seinen ersten Profivertrag. Nach nur vier Einsätzen wechselte er 2010 nach Suphanburi. Hier unterschrieb er einen Vertrag beim Zweitligisten Suphanburi FC. Mit dem Verein feierte er 2012 die Vizemeisterschaft und somit den Aufstieg in die erste Liga, der Thai Premier League. 2016 ging er nach Rayong, wo er einen Vertrag beim Zweitligisten PTT Rayong FC unterschrieb. Für Rayong spielte er die Hinserie der Zweiten Liga. Die Rückserie spielte er für den Erstligisten Nakhon Ratchasima FC aus Nakhon Ratchasima. Zum Ligakonkurrenten Thai Honda Ladkrabang FC aus Bangkok wechselte er 2017. Nach Ende der Saison belegte Thai Honda den 16. Tabellenplatz und stieg somit in die Zweite Liga ab. Da er nicht in der Zweiten Liga spielen wollte, unterschrieb er für die Saison 2018 einen Vertrag beim Erstligisten PT Prachuap FC in Prachuap. 2019 ging er nach Chiangrai, wo er die Hinserie für Chiangrai United spielte. Die Rückserie 2019 wurde er an den Ligakonkurrenten Chiangmai FC ausgeliehen. Mit Chiangmai stieg er am Ende der Saison 2019 in die zweite Liga ab. 2020 nahm ihn der Erstligaaufsteiger Rayong FC aus Rayong unter Vertrag. Nach zwei Spielen in der ersten Liga wechselte er im Juni 2020 zum Ligakonkurrenten Sukhothai FC nach Sukhothai. Für Sukhothai absolvierte er 13 Erstligaspiele. Am Ende der Saison musste er mit dem Verein in die zweite Liga absteigen. Nach dem Abstieg verließ er Sukhothai. Im Juni 2021 unterschrieb er einen Vertrag beim Zweitligisten Phrae United FC. Für den Verein aus Phrae bestritt er 16 Zweitligaspiele. Im August 2022 verpflichtete ihn der Erstligaabsteiger Samut Prakan City FC. In der Hinrunde lief er achtmal für den Klub aus Samut Prakan in der zweiten Liga auf. Zur Rückrunde wechselte er im Dezember 2022 zum Drittligisten Muang Loei United FC. Mit dem Verein aus Loei spielt er siebenmal in der North/Eastern Region der Liga. Im Sommer 2023 wurde sein Vertrag nicht verlängert.

## Erfolge
- Thai Premier League Division 1: 2012 (Vizemeister)  ▲